# Frankliniella pallida
Frankliniella pallida är en insektsart som först beskrevs av Jindřich Uzel 1895.  Frankliniella pallida ingår i släktet Frankliniella och familjen smaltripsar. Arten är reproducerande i Sverige. Inga underarter finns listade i Catalogue of Life.